# Uso subterapéutico de antibióticos en cerdos

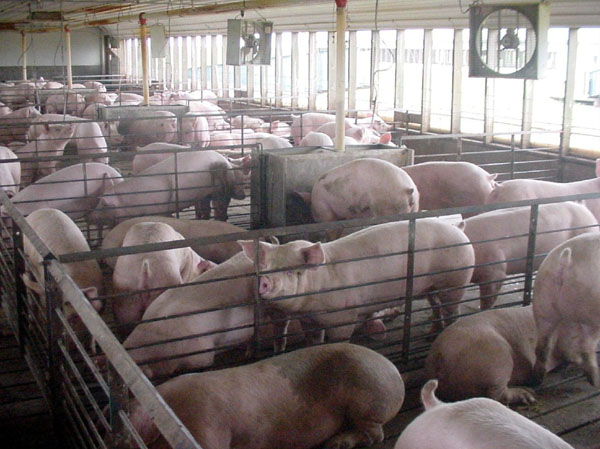
Producción porcina comercial

Los antibióticos se utilizan habitualmente en la producción comercial de cerdos en Estados Unidos y en todo el mundo. Se utilizan para el tratamiento de enfermedades, la prevención y el control de enfermedades, y para promover el crecimiento. Cuando se utilizan para promover el crecimiento, los antibióticos se administran en bajas concentraciones durante largos períodos de tiempo. Las bajas concentraciones de antibióticos, también denominadas subterapéuticas (STA), se administran como aditivos para el pienso y el agua que mejoran la ganancia diaria de peso y la eficiencia del pienso mediante alteraciones en la digestión y la supresión de enfermedades. Además, el uso de STA en el ganado porcino da lugar a animales más sanos y reduce la "carga microbiana" de la carne, lo que supone una disminución del riesgo potencial de enfermedades transmitidas por los alimentos. Si bien los beneficios de la administración de antibióticos subterapéuticos están bien documentados, hay mucha preocupación y debate sobre el desarrollo de resistencia bacteriana a los antibióticos asociada a su uso.
Este es un caso específico de la práctica más generalizada del uso de antibióticos en el ganado.

## Cantidad y tipos de antibióticos utilizados
En la actualidad, parece haber una falta de datos fiables relacionados con la cantidad de antibióticos utilizados en la producción ganadera. En 2001, la Union of Concerned Scientists (UCS) publicó que cada año se utilizan aproximadamente 11, 2 millones de kilos de antibióticos para promover el crecimiento. Esto, según ellos, representaba el 70% de los antibióticos producidos anualmente en Estados Unidos. Sin embargo, grupos como el Instituto de Salud Animal han cuestionado esta cifra, acusando a la UCS de utilizar métodos y supuestos cuestionables. En la Tabla 1 se enumeran los tipos específicos de antibióticos utilizados en el tratamiento de enfermedades porcinas, la prevención y la promoción del crecimiento y su importancia en la medicina humana.
| Antibiótico                    | Uso en cerdos                                         | Importancia en la Medicina Humana |
| ------------------------------ | ----------------------------------------------------- | --------------------------------- |
| Sulfonamida                    | Crecimiento                                           | No                                |
| Cefalosporina (3.ª generación) | Tratamiento de enfermedades                           | Crítica                           |
| Penicilinas                    | Tratamiento de enfermedades, crecimiento              | Alta                              |
| Macrólidos                     | Tratamiento de enfermedades, prevención y crecimiento | Crítica                           |
| Tetraciclina                   | Tratamiento de enfermedades, prevención y crecimiento | Alta                              |
| Lincosamida                    | Tratamiento de enfermedades                           | Alta                              |
| Pleuromutilina                 | Crecimiento                                           | No                                |
| Polipéptido                    | Crecimiento                                           | No                                |
| Carbadox                       | Crecimiento                                           | No                                |

Tabla 1- Antibióticos de uso común en producción porcina y su importancia relativa en medicina humana. Con respecto a la importancia en medicina humana, la FDA clasifica los antibióticos como "críticamente importantes" ("crítica" en la tabla anterior), "altamente importantes" ("alta" en la tabla) o "importantes". La clasificación se basa en cinco criterios, desde el más importante (se utiliza en el tratamiento de patógenos que causan enfermedades transmitidas por los alimentos) hasta el menos importante (hay dificultad para transmitir la resistencia entre géneros y especies) : 4 

## Desarrollo de resistencia a los antibióticos
La resistencia bacteriana a los antibióticos es un proceso que puede ocurrir cuando las bacterias se exponen a la administración de STA. Cuando una población de bacterias que reside en un cerdo es expuesta a un determinado antibiótico con fines de promoción del crecimiento, las bacterias que son susceptibles al fármaco mueren, mientras que los organismos que son resistentes no se verán afectados y seguirán replicándose, lo que dará lugar a una mayor proporción de organismos resistentes. Se ha demostrado que la resistencia a los antibióticos se desarrolla en animales alimentados con dosis subterapéuticas de antibióticos con fines de promoción del crecimiento. Ciertas bacterias que tienen el potencial de causar enfermedades humanas, como la Salmonella, que residen naturalmente en el tracto gastrointestinal de los cerdos, están constantemente expuestas a los antibióticos. Con el tiempo, estas bacterias se vuelven resistentes a esa clase de antibióticos. Existe una gran preocupación respecto a la probabilidad de que el uso de antibióticos subterapéuticos en los cerdos provoque fallos en el tratamiento en la medicina humana.

## Resistencia y riesgo de fracaso del tratamiento
Existe la preocupación de que el uso de antibióticos en el ganado porcino esté provocando un aumento de las bacterias resistentes. El motivo de preocupación es que estas bacterias resistentes podrían dar lugar a enfermedades de origen alimentario que respondan menos al tratamiento. Muchos defensores de la prohibición citan el "principio de precaución" de la salud pública, que establece que si hay pruebas de daño, el método en cuestión debe evitarse. Los estudios de evaluación de riesgos han explorado la posibilidad de daños de forma más objetiva a través de vías causales y la construcción de modelos. Estos estudios muestran un riesgo muy pequeño de fracaso del tratamiento médico debido a las bacterias resistentes causadas por la alimentación del ganado con STA. Por ejemplo, una evaluación estocástica del riesgo realizada en 2008 mostró que el riesgo de consecuencias de una infección por Campilobacteriosis resistente a los medicamentos era de aproximadamente 1 entre 82 millones.
La vía causal general depende de una serie de variables y probabilidades. En primer lugar, el animal debe albergar bacterias resistentes y que las bacterias tengan la probabilidad de sobrevivir desde el animal hasta la mesa en dosis infecciosas. A continuación, los humanos deben estar expuestos a estas bacterias resistentes al comer carne poco cocinada o entrar en contacto con ellas en el entorno. Las bacterias resistentes y su material genético que codifica la resistencia no sólo se encuentran en los alimentos, sino también en el medio ambiente. Por ejemplo, los estudios han descubierto que las bacterias resistentes pueden filtrarse desde las lagunas de residuos porcinos hasta las aguas subterráneas, creando una exposición a través del suministro público de agua. Tras la exposición, una persona debe desarrollar una enfermedad lo suficientemente grave como para buscar atención médica. Factores como la edad y el estado del sistema inmunitario pueden influir en la susceptibilidad a la enfermedad, lo que podría repercutir en la gravedad de la misma. Si el individuo enferma y necesita atención médica, un médico puede prescribir un antibiótico. Esta vía depende de la capacidad del médico para identificar la posible resistencia a los antibióticos antes de prescribir el tratamiento a un paciente afectado por una enfermedad de origen alimentario. Si la bacteria causante de la enfermedad es resistente al fármaco que el médico ha recomendado, la enfermedad no mejorará con la medicación. Esto podría conducir a un aumento de la morbilidad y la mortalidad.

## Prohibición europea y legislación en los Estados Unidos
En 1999, la Unión Europea prohibió el uso de antibióticos subterapéuticos en el ganado. Los datos procedentes de Europa, especialmente de Dinamarca, muestran que la prevalencia de bacterias resistentes a determinados antibióticos ha disminuido desde la prohibición. Algunos de los que se oponen al uso de antibióticos subterapéuticos en el ganado porcino citan los datos y resultados de Europa para apoyar la prohibición en Estados Unidos. Argumentan que desde la prohibición en Europa, la resistencia a los antibióticos ha disminuido mientras que la salud general de los cerdos se ha mantenido igual.
En 2003, la Administración de Alimentos y Medicamentos (FDA) publicó la Guía #152, que hace recomendaciones sobre la mejor manera de desarrollar nuevos medicamentos para animales con respecto a los posibles impactos en la salud humana. En el verano de 2010, la FDA publicó la Guía #209, que sugiere el uso limitado en el ganado de antibióticos que son médicamente importantes para los seres humanos. En 2009, la diputada Louise Slaughter presentó el proyecto de ley HR 1549, también conocido como Ley de Preservación de Antibióticos para Tratamiento Médico (PAMTA). Según este proyecto de ley, los antibióticos de importancia médica se eliminarían progresivamente en el ganado y se impondrían otras restricciones al uso de antibióticos en los animales destinados a la producción de alimentos. Algunos científicos sostienen que la retirada del uso de antibióticos dará lugar a un mayor número de animales enfermos, lo que puede suponer un aumento de la carga bacteriana en la carne y un mayor riesgo de enfermedades de origen alimentario. Los que se oponen a esta prohibición argumentan que las implicaciones económicas serían devastadoras en términos de precios más altos de los alimentos. Un estudio reveló que el precio de la carne de cerdo aumentaría cinco céntimos por libra.